# Boeing KC-135 Stratotanker
Il Boeing KC-135 Stratotanker è un'aerocisterna quadrigetto prodotta dall'azienda statunitense Boeing e derivato insieme al 707 dal prototipo 367-80 (dash 80), nella seconda parte del XX secolo ed attualmente ancora in servizio in alcune aeronautiche militari mondiali.
Il KC-135 Stratotanker detiene il primato di essere stato la prima aerocisterna equipaggiata con motori a reazione prodotta al mondo: analogamente ad altri velivoli ad uso militare deriva dal Boeing C-135 Stratolifter.
Utilizzato principalmente dall'United States Air Force venne goliardicamente soprannominato con l'acronimo GLOB (Ground Loving Old Bastard) dai suoi equipaggi.

## Impiego operativo
Il suo compito primario è appunto rifornire bombardieri a lungo raggio, ma provvede a rifornire vari tipi di aerei, oltre che dell'USAF, anche dell'US Navy e dell'USMC ed eventualmente delle aeronautiche militari di nazioni alleate.
È dotato di quattro turbofan posizionati in apposite gondole sotto le ali a freccia di 35° e di una sonda rigida per il rifornimento ("Flying boom") situata sotto la sezione di coda; alcuni esemplari portano inoltre due pod per il rifornimento del tipo a sonda flessibile sotto le ali. La posizione dell'addetto al rifornimento è situata in coda all'aereo nei pressi dell'uscita della sonda rigida per avere la migliore visibilità dell'aereo da rifornire.
Il KC-135 è in grado di trasportare oltre 100.000 litri di carburante. Effettuò il suo primo volo il 15 luglio 1954 ed entro in servizio con l'USAF nel 1957.
La versione più recente è il KC-135R, quella maggiormente diffusa. Questa versione è nata soprattutto perché i motori della versione precedente, la KC-135A, erano stati sviluppati negli anni '50 e non erano adatti agli standard moderni di silenziosità, consumi e potenza. Sostituendo i vecchi motori con altri più moderni (CFM56), si è avuto un miglioramento generale nelle performance di volo e delle capacità di rifornimento. Infatti le modifiche hanno avuto talmente successo che due KC-135R riescono a fare il lavoro di tre KC-135A.
Poiché i nuovi motori consumano circa il 27% in meno di carburante, l'USAF ha in mente di sostituire i motori anche dei vecchi KC-135A. È stato calcolato che con il carburante così risparmiato, sarebbe possibile alimentare 7,7 milioni di automobili ogni anno per quindici anni.
L'Armée de l'air francese ne ha acquistati negli anni sessanta 12 esemplari, denominati C-135F (F per Francia), uno di essi andò perduto nel 1972. Negli anni ottanta, inizia a rimotorizzare i suoi 11 C-135F con i nuovi motori CFM56-2B e i velivoli vengono ridesignati C-135FR (R per rimotorizzati). Negli anni novanta la Francia acquista 3 KC-135R usati dall'USAF, portando il numero complessivo a 14.
Il velivolo è stato prodotto in 732 esemplari in diverse varianti e destinato a diversi paesi.

## Utilizzatori

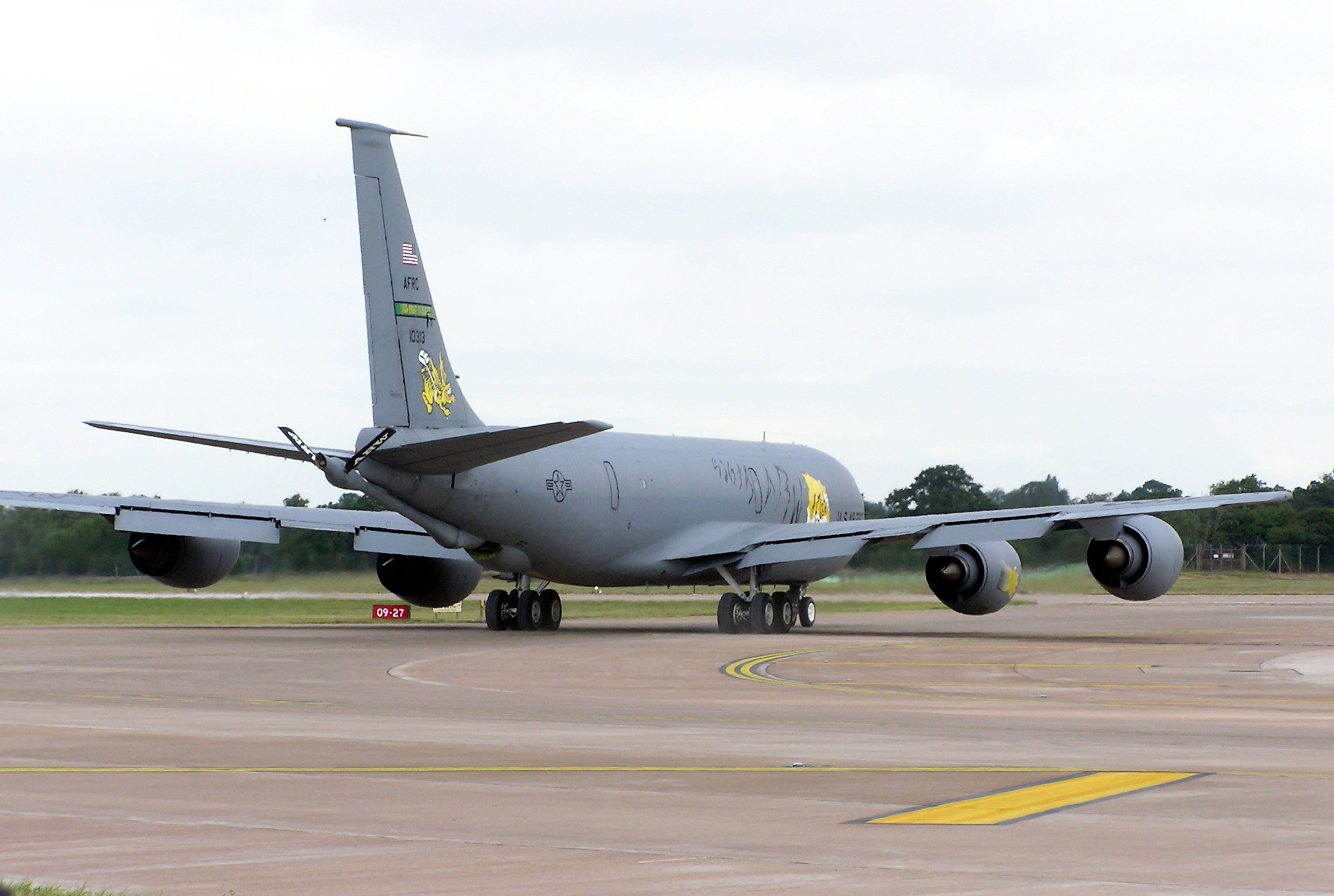
Air Force Reserve Command (AFRC) KC-135R in rullaggio prima del decollo.

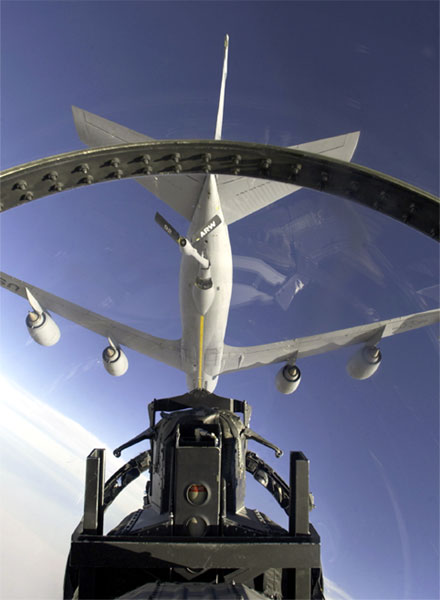
KC-135 inizia la procedura di rifornimento ad un F-15

### Civili
Stati Uniti
- Metrea Strategic Mobility

4 KC-135R ex Singapore Air Force acquistati ad ottobre 2020, che saranno utilizzati per fornire servizi di rifornimento per soddisfare sia le esigenze statunitensi, sia dei clienti internazionali. Ulteriori 11 C-135FR e 3 KC-135RG ex Aeronautica Militare francese acquisiti il 17 maggio 2024, con i C-135FR trasferiti il 26 giugno 2024 ed i KC-135RG dopo la loro definitiva radiazione dall'Aeronautica francese il 30 giugno 2025.

### Militari
Cile
- Fuerza Aérea de Chile

3 KC-135E consegnati e tutti operativi all'aprile 2018.
 Francia
- Armée de l'air

12 C-135F ordinati il 20 settembre 1962, e consegnati tra il 3 febbraio 1964 e il 7 ottobre dello stesso anno. Un esemplare precipitò in mare il 30 giugno 1972. Tra il 1984 e il 1989, gli undici C-135F ancora in organico furono completamente rimotorizzati (con notevole aumento delle loro prestazioni) e ridesignati C-135FR. Un ulteriore aggiornamento che ne estese le capacità operative fu attuato nel 1993, con l’aggiunta di due pod di rifornimento alari. Nel 1997 furono acquisiti 3 KC-135RG ex USAF, che furono aggiornati nel 2014 con l’integrazione di nuova avionica, un’antenna filare ad alta frequenza e un’interfaccia RENO GATM (Global Air Trafic Management). Gli ultimi C-135FR sono stati ritirati dal servizio il 15 dicembre 2023, lasciando in servizio ancora per alcuni  anni i soli 3 KC-135RG che sono ritirati ufficialmente il 30 giugno 2025. Gli 11 C-135FR e i 3 KC-135RG sono stati acquisiti dalla statunitense Metrea il 17 maggio 2024, con i C-135FR trasferiti il 26 giugno 2024 ed i KC-135RG in un secondo momento.
Inquadrati nel
- Groupe de Ravitaillement en Vol 02.091 «Bretagne» sulla base aerea 125 Istres-Le Tubé
  - 1er escadrille "Nantes"
  - 2ème escadrille "Rennes"
  - 3ème escadrille "Louve Romaine"

 Singapore
- Angkatan Udara Republik Singapura

4 KC-135R ex USAF acquistati nel 1996 ed in servizio dal 1998 al 2019. Dopo la radiazione, l'intera flotta è stata ceduta alla statunitense Metrea Strategic Mobility che li utilizzerà per fornire servizi di rifornimento, sia per soddisfare le esigenze statunitensi, sia dei clienti internazionali.
 Stati Uniti
- United States Air Force

opera al settembre 2019 con 326 KC-135R e 54 KC-135T
 Turchia
- Türk Hava Kuvvetleri

7 KC-135R acquistati nel 1994. Il primo dei 7 esemplari in servizio ha completato l'aggiornato allo standard Block 45 nel settembre del 2021.

### Governativi
Stati Uniti
- NASA